# 25228 Mikekitt
25228 Mikekitt este o planetă minoră (asteroid), cu un diametru de 6,58 km, din centura de asteroizi. A fost descoperită pe 10 octombrie 1998 la Stația Anderson Mesa de Lowell Observatory Near-Earth-Object Search. 
Obiectul prezintă o orbită caracterizată de o semiaxă mare de 2,992996 UAi, o excentricitate de 0,03, o înclinație de 5,36056 ° în raport cu ecliptica.